# Wahlkreis Lahn-Dill I
Der Wahlkreis Lahn-Dill I (Wahlkreis 16) ist einer von zwei Landtagswahlkreisen im hessischen Lahn-Dill-Kreis. Der Wahlkreis umfasst die Städte und Gemeinden Bischoffen, Breitscheid, Dietzhölztal, Dillenburg, Driedorf, Ehringshausen, Eschenburg, Greifenstein, Haiger, Herborn, Mittenaar, Siegbach und Sinn.
Wahlberechtigt waren bei der letzten Landtagswahl 94.711 der rund 126.000 Einwohner des Wahlkreises. Geografisch deckt der Wahlkreis den Nordwesten des Lahn-Dill-Kreises um die ehemalige Kreisstadt Dillenburg ab. Der Wahlkreis gilt als CDU-Hochburg.

## Wahl 2023
| Landtagswahl in Hessen 2023 – WK Lahn-Dill IZweitstimmen %403020100 38,1 %26,9 %12,8 %8,3 %3,9 %3,5 %1,8 %1,6 %3,2 % CDUAfDSPDGrüneFDPFWLinkeTierschutzSonst.Gewinne und Verlusteim Vergleich zu 2018 %p 12 10 8 6 4 2 0 −2 −4 −6 −8+4,9 %p+10,9 %p−7,4 %p−4,5 %p−2,4 %p+0,7 %p−2,3 %p+0,7 %p−0,3 %pCDUAfDSPDGrüneFDPFWLinkeTierschutzSonst. |

| Gegenstand der Nachweisung | Gegenstand der Nachweisung | Erst- stimmen | Erst- stimmen | Zweit- stimmen | Zweit- stimmen |
| Bewerber                   | Partei                     | Anzahl        | %             | Anzahl         | %              |
| -------------------------- | -------------------------- | ------------- | ------------- | -------------- | -------------- |
| Wahlberechtigte            | Wahlberechtigte            | 89.412        | 89.412        | 89.412         | 89.412         |
| Wähler                     | Wähler                     | 57.372        | 57.372        | 57.372         | 64,2           |
| Ungültige Stimmen          | Ungültige Stimmen          | 1.099         | 1,9           | 841            | 1,5            |
| Gültige Stimmen            | Gültige Stimmen            | 56.273        | 98,1          | 56.531         | 98,5           |
| davon                      |                            |               |               |                |                |
| Jörg Michael Müller        | CDU                        | 22.058        | 39,2          | 21.520         | 38,1           |
| Reiner Dworschak           | GRÜNE                      | 4.376         | 7,8           | 4.693          | 8,3            |
| Stephan Grüger             | SPD                        | 8.530         | 15,2          | 7.210          | 12,8           |
| Lothar Mulch               | AfD                        | 14.783        | 26,3          | 15.198         | 26,9           |
| Anna-Lena Benner-Berns     | FDP                        | 2.734         | 4,9           | 2.193          | 3,9            |
| Kevin Sitte                | Die Linke                  | 1.295         | 2,3           | 1.016          | 1,8            |
| Murad Altun                | Freie Wähler               | 2.497         | 4,4           | 1.979          | 3,5            |
|                            | Tierschutzpartei           |               |               | 891            | 1,6            |
|                            | Die PARTEI                 | 451           | 0,8           |                |                |
|                            | Piraten                    | 184           | 0,3           |                |                |
|                            | ÖDP                        | 305           | 0,5           |                |                |
|                            | P. f. schulm. Verjf.       | 34            | 0,1           |                |                |
|                            | V-Partei³                  | 183           | 0,3           |                |                |
|                            | PdH                        | 56            | 0,1           |                |                |
|                            | ABG                        | 107           | 0,2           |                |                |
|                            | APPD                       | 48            | 0,1           |                |                |
|                            | Basis                      | 206           | 0,4           |                |                |
|                            | DKP                        | 20            | 0,0           |                |                |
|                            | DIE NEUE MITTE             | 17            | 0,0           |                |                |
|                            | Volt                       | 156           | 0,3           |                |                |
|                            | Klimaliste                 | 64            | 0,1           |                |                |

## Wahl 2018
| Gegenstand der Nachweisung | Gegenstand der Nachweisung | Wahlkreis- stimmen | Wahlkreis- stimmen | Landes- stimmen | Landes- stimmen |
| Kreiswahlbewerber/in       | Partei                     | Anzahl             | %                  | Anzahl          | %               |
| -------------------------- | -------------------------- | ------------------ | ------------------ | --------------- | --------------- |
| Wahlberechtigte            | Wahlberechtigte            | 91.206             | 100,0              | 91.206          | 100,0           |
| Wähler                     | Wähler                     | 54.673             | 59,9               | 54.673          | 59,9            |
| Ungültige Stimmen          | Ungültige Stimmen          | 1.605              | 2,9                | 1.141           | 2,1             |
| Gültige Stimmen            | Gültige Stimmen            | 53.068             | 100,0              | 53.532          | 100,0           |
| davon                      |                            |                    |                    |                 |                 |
| Jörg Michael Müller        | CDU                        | 18.733             | 35,3               | 17.799          | 33,2            |
| Stephan Grüger             | SPD                        | 11.945             | 22,5               | 10.822          | 20,2            |
| Priska Hinz                | GRÜNE                      | 6.711              | 12,6               | 6.874           | 12,8            |
| Sylvia Kornmann            | LINKE                      | 2.233              | 4,2                | 2.201           | 4,1             |
| Anna-Lena Benner-Berns     | FDP                        | 4.284              | 8,1                | 3.393           | 6,3             |
| Adrian Tegelbekkers        | AfD                        | 8.373              | 15,8               | 8.567           | 16,0            |
| x                          | PIRATEN                    | x                  | x                  | 179             | 0,3             |
| x                          | FREIE WÄHLER               | x                  | x                  | 1.518           | 2,8             |
| x                          | NPD                        | x                  | x                  | 243             | 0,5             |
| x                          | Die PARTEI                 | x                  | x                  | 402             | 0,8             |
| Frank Deworetzki           | ÖDP                        | 779                | 1,5                | 396             | 0,7             |
| x                          | Die Grauen                 | x                  | x                  | 65              | 0,1             |
| x                          | BüSo                       | x                  | x                  | 4               | 0,0             |
| x                          | AD-Demokraten              | x                  | x                  | 125             | 0,2             |
| x                          | Bündnis C                  | x                  | x                  | 236             | 0,4             |
| x                          | Bündnis Grundeinkommen     | x                  | x                  | 32              | 0,1             |
| x                          | Die Violetten              | x                  | x                  | 46              | 0,1             |
| x                          | LKR                        | x                  | x                  | 17              | 0,0             |
| x                          | Menschliche Welt           | x                  | x                  | 23              | 0,0             |
| x                          | Die Humanisten             | x                  | x                  | 33              | 0,1             |
| x                          | Gesundheitsforschung       | x                  | x                  | 41              | 0,1             |
| x                          | Tierschutzpartei           | x                  | x                  | 459             | 0,9             |
| x                          | V-Partei³                  | x                  | x                  | 57              | 0,1             |

Neben dem erstmals direkt gewählten Wahlkreisabgeordneten Jörg Michael Müller (CDU) wurden die Direktkandidaten der SPD, Stephan Grüger, und der Grünen, Priska Hinz, über die jeweiligen Landeslisten ihrer Partei in den Landtag gewählt.

## Wahl 2013
| Gegenstand der Nachweisung | Gegenstand der Nachweisung | Wahlkreis- stimmen | Wahlkreis- stimmen | Landes- stimmen | Landes- stimmen |
| Kreiswahlbewerber/in       | Partei                     | Anzahl             | %                  | Anzahl          | %               |
| -------------------------- | -------------------------- | ------------------ | ------------------ | --------------- | --------------- |
| Wahlberechtigte            | Wahlberechtigte            | 93.313             | 100,0              | 93.313          | 100,0           |
| Wähler                     | Wähler                     | 63.575             | 68,1               | 63.575          | 68,1            |
| Ungültige Stimmen          | Ungültige Stimmen          | 2.443              | 3,8                | 1.641           | 2,6             |
| Gültige Stimmen            | Gültige Stimmen            | 61.132             | 100,0              | 61.934          | 100,0           |
| davon                      |                            |                    |                    |                 |                 |
| Clemens Reif               | CDU                        | 29.799             | 48,7               | 27.688          | 44,7            |
| Stephan Grüger             | SPD                        | 21.518             | 35,2               | 19.761          | 31,9            |
| Carsten Seelmeyer          | FDP                        | 1.712              | 2,8                | 2.204           | 3,6             |
| Dorothea Garotti           | GRÜNE                      | 4.131              | 6,8                | 3.704           | 6,0             |
| Adnan Yildirim             | LINKE                      | 2.365              | 3,9                | 2.387           | 3,9             |
|                            | FREIE WÄHLER               | x                  | x                  | 821             | 1,3             |
|                            | NPD                        | x                  | x                  | 1.144           | 1,8             |
|                            | REP                        | x                  | x                  | 178             | 0,3             |
| Andreas Demant             | PIRATEN                    | 1.607              | 2,6                | 934             | 1,5             |
|                            | BüSo                       | x                  | x                  | 25              | 0,0             |
|                            | ADd                        | x                  | x                  | 118             | 0,2             |
|                            | Die Grauen                 | x                  | x                  | 45              | 0,1             |
|                            | AfD                        | x                  | x                  | 2.571           | 4,2             |
|                            | AVIP                       | x                  | x                  | 48              | 0,1             |
|                            | LUPe                       | x                  | x                  | 3               | 0,0             |
|                            | ÖDP                        | x                  | x                  | 80              | 0,1             |
|                            | Die PARTEI                 | x                  | x                  | 201             | 0,3             |
|                            | PSG                        | x                  | x                  | 22              | 0,0             |

Neben Clemens Reif als Gewinner des Direktmandats ist aus dem Wahlkreis noch Stephan Grüger über die Landesliste in den Landtag eingezogen. Obwohl die Wahlbeteiligung um 16,2 % gegenüber der letzten Wahl zunahm, gehörte der Wahlkreis zu denen mit der niedrigsten Wahlbeteiligung.

## Wahl 2009
| Gegenstand der Nachweisung | Gegenstand der Nachweisung | Wahlkreis- stimmen | Wahlkreis- stimmen | Landes- stimmen | Landes- stimmen |
| Bewerber                   | Partei                     | Anzahl             | %                  | Anzahl          | %               |
| -------------------------- | -------------------------- | ------------------ | ------------------ | --------------- | --------------- |
| Wahlberechtigte            | Wahlberechtigte            | 94.711             | 100,0              | 94.711          | 100,0           |
| Wähler                     | Wähler                     | 49.153             | 51,9               | 49.153          | 51,9            |
| Ungültige Stimmen          | Ungültige Stimmen          | 1.558              | 3,2                | 1.242           | 2,5             |
| Gültige Stimmen            | Gültige Stimmen            | 47.595             | 100,0              | 47.911          | 100,0           |
| davon                      |                            |                    |                    |                 |                 |
| Clemens Reif               | CDU                        | 23.603             | 49,6               | 21.799          | 45,5            |
| Stephan Grüger             | SPD                        | 12.456             | 26,2               | 10.735          | 22,4            |
| Brunhilde Franz            | FDP                        | 5.088              | 10,7               | 6.925           | 14,5            |
| Dorothea Garotti           | GRÜNE                      | 3.718              | 7,8                | 4.130           | 8,6             |
| Heidi Lippmann             | LINKE                      | 1.861              | 3,9                | 2.148           | 4,5             |
|                            | REP                        | –                  | –                  | 340             | 0,7             |
|                            | FREIE WÄHLER               | –                  | –                  | 818             | 1,7             |
| Thorsten Groß              | NPD                        | 869                | 1,8                | 720             | 1,5             |
|                            | PIRATEN                    | –                  | –                  | 224             | 0,5             |
|                            | BüSo                       | –                  | –                  | 72              | 0,2             |

## Wahl 2008
| Gegenstand der Nachweisung | Gegenstand der Nachweisung | Wahlkreis- stimmen | Wahlkreis- stimmen | Landes- stimmen | Landes- stimmen |
| Bewerber                   | Partei                     | Anzahl             | %                  | Anzahl          | %               |
| -------------------------- | -------------------------- | ------------------ | ------------------ | --------------- | --------------- |
| Wahlberechtigte            | Wahlberechtigte            | 94.821             | 100,0              | 94.821          | 100,0           |
| Wähler                     | Wähler                     | 54.419             | 57,4               | 54.419          | 57,4            |
| Ungültige Stimmen          | Ungültige Stimmen          | 1.682              | 3,1                | 1.298           | 2,4             |
| Gültige Stimmen            | Gültige Stimmen            | 52.737             | 100,0              | 53.121          | 100,0           |
| davon                      |                            |                    |                    |                 |                 |
| Clemens Reif               | CDU                        | 22.852             | 43,3               | 23.458          | 44,2            |
| Stephan Aurand             | SPD                        | 20.766             | 39,4               | 19.049          | 35,9            |
| Dorothea Garotti           | GRÜNE                      | 2.257              | 4,3                | 1.966           | 3,7             |
| Brunhilde Franz            | FDP                        | 2.880              | 5,5                | 3.817           | 7,2             |
| Karlheinz Krenzer          | REP                        | 886                | 1,7                | 496             | 0,9             |
|                            | Die Tierschutzpartei       | –                  | –                  | 249             | 0,5             |
|                            | BüSo                       | –                  | –                  | 10              | 0,0             |
|                            | PSG                        | –                  | –                  | 13              | 0,0             |
|                            | Volksabstimmung            | –                  | –                  | 45              | 0,1             |
|                            | GRAUE                      | –                  | –                  | 46              | 0,1             |
| Karl-Klaus Sieloff         | LINKE                      | 1.642              | 3,1                | 2.355           | 4,4             |
|                            | Die Violetten              | –                  | –                  | 36              | 0,1             |
|                            | FAMILIE                    | –                  | –                  | 157             | 0,3             |
| Jürgen Keller              | FREIE WÄHLER               | 722                | 1,4                | 518             | 1,0             |
| Doris Zutt                 | NPD                        | 732                | 1,4                | 779             | 1,5             |
|                            | PIRATEN                    | –                  | –                  | 103             | 0,2             |
|                            | UB                         | –                  | –                  | 24              | 0,0             |

Der Wahlkreiskandidat der Partei Die Linke, Karl-Klaus Sieloff, erregte kurz vor der Landtagswahl Aufsehen mit seiner Warnung, die eigene Partei zu wählen.

## Wahl 2003
| Gegenstand der Nachweisung | Gegenstand der Nachweisung | Wahlkreis- stimmen | Wahlkreis- stimmen | Landes- stimmen | Landes- stimmen |
| Bewerber                   | Partei                     | Anzahl             | %                  | Anzahl          | %               |
| -------------------------- | -------------------------- | ------------------ | ------------------ | --------------- | --------------- |
| Wahlberechtigte            | Wahlberechtigte            | 94.691             | 100,0              | 94.691          | 100,0           |
| Wähler                     | Wähler                     | 55.616             | 58,7               | 55.616          | 58,7            |
| Ungültige Stimmen          | Ungültige Stimmen          | 1.307              | 2,4                | 1.163           | 2,1             |
| Gültige Stimmen            | Gültige Stimmen            | 54.309             | 100,0              | 54.453          | 100,0           |
| davon                      |                            |                    |                    |                 |                 |
| Clemens Reif               | CDU                        | 30.548             | 56,2               | 30.025          | 55,1            |
| Dirk Hardt                 | SPD                        | 16.940             | 31,2               | 15.776          | 29,0            |
| Priska Hinz                | GRÜNE                      | 2.442              | 4,5                | 2.581           | 4,7             |
| Ronny Schmidt              | FDP                        | 1.940              | 3,6                | 3.231           | 5,9             |
| Markus Rompf               | REP                        | 1.181              | 2,2                | 1.021           | 1,9             |
|                            | Die Tierschutzpartei       | –                  | –                  | 292             | 0,5             |
|                            | DIE FRAUEN                 | –                  | –                  | 92              | 0,2             |
| Klaus Sydow                | PBC                        | 877                | 1,6                | 804             | 1,5             |
|                            | DKP                        | –                  | –                  | 71              | 0,1             |
|                            | ödp                        | –                  | –                  | 38              | 0,1             |
|                            | BüSo                       | –                  | –                  | 16              | 0,0             |
|                            | FAG Hessen                 | –                  | –                  | 20              | 0,0             |
|                            | PSG                        | –                  | –                  | 11              | 0,0             |
| Marina Benz                | Schill                     | 381                | 0,7                | 475             | 0,9             |

## Wahl 1999
| Gegenstand der Nachweisung | Gegenstand der Nachweisung | Wahlkreis- stimmen | Wahlkreis- stimmen | Landes- stimmen | Landes- stimmen |
| Bewerber                   | Partei                     | Anzahl             | %                  | Anzahl          | %               |
| -------------------------- | -------------------------- | ------------------ | ------------------ | --------------- | --------------- |
| Wahlberechtigte            | Wahlberechtigte            | 94.060             | 100,0              | 94.060          | 100,0           |
| Wähler                     | Wähler                     | 56.874             | 60,5               | 56.874          | 60,5            |
| Ungültige Stimmen          | Ungültige Stimmen          | 802                | 1,4                | 759             | 1,3             |
| Gültige Stimmen            | Gültige Stimmen            | 56.072             | 100,0              | 56.115          | 100,0           |
| davon                      |                            |                    |                    |                 |                 |
| Clemens Reif               | CDU                        | 27.228             | 48,6               | 26.931          | 48,0            |
| Barbara Bergelt            | SPD                        | 21.950             | 39,1               | 21.341          | 38,0            |
| Priska Hinz                | GRÜNE                      | 1.917              | 3,4                | 1.873           | 3,3             |
| Brunhilde Franz            | F.D.P.                     | 1.539              | 2,7                | 2.019           | 3,6             |
| Ernst Andreas              | REP                        | 2.434              | 4,3                | 2.120           | 3,8             |
|                            | Die Tierschutzpartei       | –                  | –                  | 229             | 0,4             |
|                            | DIE FRAUEN                 | –                  | –                  | 116             | 0,2             |
|                            | PASS                       | –                  | –                  | 41              | 0,1             |
|                            | DKP                        | –                  | –                  | 44              | 0,1             |
|                            | BüSo                       | –                  | –                  | 9               | 0,0             |
|                            | FWG                        | –                  | –                  | 304             | 0,5             |
| Klaus Sydow                | PBC                        | 461                | 0,8                | 445             | 0,8             |
|                            | DHP                        | –                  | –                  | 7               | 0,0             |
|                            | NATURGESETZ                | –                  | –                  | 28              | 0,0             |
|                            | ödp                        | –                  | –                  | 27              | 0,0             |
| Doris Zutt                 | NPD                        | 389                | 0,7                | 439             | 0,8             |
| Thomas Krech               | BFB-Die Offensive          | 154                | 0,3                | 142             | 0,3             |

## Wahl 1995
| Gegenstand der Nachweisung | Gegenstand der Nachweisung | Wahlkreis- stimmen | Wahlkreis- stimmen | Landes- stimmen | Landes- stimmen |
| Bewerber                   | Partei                     | Anzahl             | %                  | Anzahl          | %               |
| -------------------------- | -------------------------- | ------------------ | ------------------ | --------------- | --------------- |
| Wahlberechtigte            | Wahlberechtigte            | 94.045             | 100,0              | 94.045          | 100,0           |
| Wähler                     | Wähler                     | 54.210             | 57,6               | 54.210          | 57,6            |
| Ungültige Stimmen          | Ungültige Stimmen          | 1.290              | 2,4                | 1.091           | 2,0             |
| Gültige Stimmen            | Gültige Stimmen            | 52.920             | 100,0              | 53.119          | 100,0           |
| davon                      |                            |                    |                    |                 |                 |
| Barbara Bergelt            | SPD                        | 23.380             | 44,2               | 22.294          | 42,0            |
| Clemens Reif               | CDU                        | 22.084             | 41,7               | 21.578          | 40,6            |
| Rainer Staska              | GRÜNE                      | 2.787              | 5,3                | 3.347           | 6,3             |
| Brunhilde Franz            | F.D.P.                     | 2.122              | 4,0                | 2.999           | 5,6             |
| Diethelm Nickel            | ÖDP                        | 234                | 0,4                | 107             | 0,2             |
|                            | GRAUE                      | –                  | –                  | 130             | 0,2             |
| Bernd Ulrich Peter         | REP                        | 1.115              | 2,1                | 1.064           | 2,0             |
|                            | Solidarität                | –                  | –                  | 4               | 0,0             |
|                            | APD                        | –                  | –                  | 111             | 0,2             |
|                            | DKP                        | –                  | –                  | 36              | 0,1             |
| Ludwig Palm                | NPD                        | 289                | 0,5                | 252             | 0,5             |
|                            | DHP                        | –                  | –                  | 10              | 0,0             |
|                            | f.NEP                      | –                  | –                  | 41              | 0,1             |
|                            | NATURGESETZ                | –                  | –                  | 51              | 0,1             |
|                            | BFB                        | –                  | –                  | 136             | 0,3             |
| Klaus Sydow                | PBC                        | 909                | 1,7                | 921             | 1,7             |
|                            | STATT Partei               | –                  | –                  | 38              | 0,1             |

## Wahl 1991
| Gegenstand der Nachweisung | Gegenstand der Nachweisung | Wahlkreis- stimmen | Wahlkreis- stimmen | Landes- stimmen | Landes- stimmen |
| Bewerber                   | Partei                     | Anzahl             | %                  | Anzahl          | %               |
| -------------------------- | -------------------------- | ------------------ | ------------------ | --------------- | --------------- |
| Wahlberechtigte            | Wahlberechtigte            | 93.015             | 100,0              | 93.015          | 100,0           |
| Wähler                     | Wähler                     | 58.308             | 62,7               | 58.308          | 62,7            |
| Ungültige Stimmen          | Ungültige Stimmen          | 1.224              | 2,1                | 1.011           | 1,7             |
| Gültige Stimmen            | Gültige Stimmen            | 57.084             | 100,0              | 57.297          | 100,0           |
| davon                      |                            |                    |                    |                 |                 |
| Clemens Reif               | CDU                        | 24.789             | 43,4               | 23.348          | 40,7            |
| Gert Lütgert               | SPD                        | 26.860             | 47,1               | 25.577          | 44,6            |
| Manfred Rompf              | GRÜNE                      | 2.672              | 4,7                | 3.114           | 5,4             |
| Brunhilde Franz            | F.D.P.                     | 2.763              | 4,8                | 3.314           | 5,8             |
|                            | REP                        | –                  | –                  | 901             | 1,6             |
|                            | DIE GRAUEN                 | –                  | –                  | 226             | 0,4             |
|                            | ÖDP                        | –                  | –                  | 195             | 0,3             |
|                            | PBC                        | –                  | –                  | 622             | 1,1             |

## Wahl 1987
|                   | Partei            | Anzahl | %     |
| ----------------- | ----------------- | ------ | ----- |
| Wahlberechtigte   | Wahlberechtigte   | 90.887 | 100,0 |
| Wähler            | Wähler            | 66.486 | 73,2  |
| Ungültige Stimmen | Ungültige Stimmen | 536    | 0,8   |
| Gültige Stimmen   | Gültige Stimmen   | 65.950 | 100,0 |
| davon             |                   |        |       |
| Gert Lütgert      | SPD               | 29.086 | 44,1  |
| Clemens Reif      | CDU               | 28.299 | 42,9  |
| Guenther Hof      | F.D.P.            | 4.394  | 6,7   |
| Jens Schwarzkopf  | GRÜNE             | 4.041  | 6,1   |
| Thomas Pfister    | DKP               | 130    | 0,2   |

## Wahl 1983
|                       | Partei            | Anzahl | %     |
| --------------------- | ----------------- | ------ | ----- |
| Wahlberechtigte       | Wahlberechtigte   | 89.315 | 100,0 |
| Wähler                | Wähler            | 69.104 | 77,4  |
| Ungültige Stimmen     | Ungültige Stimmen | 537    | 0,8   |
| Gültige Stimmen       | Gültige Stimmen   | 68.567 | 100,0 |
| davon                 |                   |        |       |
| Clemens Reif          | CDU               | 28.601 | 41,7  |
| Gert Lütgert          | SPD               | 32.458 | 47,3  |
| Hans-Georg Thierfeldt | GRÜNE             | 2.705  | 3,9   |
| Jochem Schäfer        | F.D.P.            | 4.486  | 6,5   |
| Fritz Korsch          | DKP               | 88     | 0,1   |
| Jörg Hoffmann         | LD                | 229    | 0,3   |

## Bisherige Wahlkreissieger
Direkt gewählte Abgeordnete des Wahlkreises Lahn-Dill I (bis 1982, Lahn-Dill-Kreis-West) waren:
| Jahr | Direktkandidat      | Partei | Stimmen in % |
| ---- | ------------------- | ------ | ------------ |
| 2023 | Jörg Michael Müller | CDU    | 39,2         |
| 2018 | Jörg Michael Müller | CDU    | 35,3         |
| 2013 | Clemens Reif        | CDU    | 48,7         |
| 2009 | Clemens Reif        | CDU    | 49,6         |
| 2008 | Clemens Reif        | CDU    | 43,3         |
| 2003 | Clemens Reif        | CDU    | 56,2         |
| 1999 | Clemens Reif        | CDU    | 48,6         |
| 1995 | Barbara Bergelt     | SPD    | 44,2         |
| 1991 | Gert Lütgert        | SPD    | 47,1         |
| 1987 | Gert Lütgert        | SPD    | 44,1         |
| 1983 | Gert Lütgert        | SPD    | 47,3         |
| 1982 | Clemens Reif        | CDU    | 48,7         |
| 1978 | Erwin Immel         | CDU    | 50,0         |
| 1974 | Erwin Immel         | CDU    | 52,2         |
| 1970 | Erwin Immel         | CDU    | 45,6         |

## Der Wahlkreis bis 1966
Zwischen 1950 und 1966 bestand gemäß dem hessischen Landtagswahlgesetz vom 18. September 1950 der Wahlkreis 16, der den Dillkreis umfasste.
| Jahr | Direktkandidat   | Partei | Stimmen in % |
| ---- | ---------------- | ------ | ------------ |
| 1966 | Hans Reucker     | SPD    | 46,4         |
| 1962 | Hans Reucker     | SPD    | 50,7         |
| 1958 | Arno Hennig      | SPD    | 41,8         |
| 1954 | Arno Hennig      | SPD    |              |
| 1950 | Alfred Schneider | SPD    |              |

Bei der Landtagswahl in Hessen 1946 war der heutige Wahlkreis Teil des Wahlkreises XV. Dieser Wahlkreis setzte sich zusammen aus dem Kreis Biedenkopf, dem Landkreis Dillenburg, dem Oberlahnkreis und dem Landkreis Wetzlar. Es wurden gewählt: Ludwig Bodenbender (SPD), Albert Wagner (SPD), Erich Großkopf (CDU), Karl Gaul (LDP).